# Big Island (Virginia)
Big Island es un lugar designado por el censo (en inglés, census-designated place, CDP) situado en el condado de Bedford, Virginia (Estados Unidos). Según el censo de 2020, tiene una población de 300 habitantes.
La comunidad se centra en una fábrica de papel de Georgia Pacific que ha estado en funcionamiento durante más de 125 años y se considera una de las fábricas de papel con mayor producción continua en los Estados Unidos.  

## Demografía
Según el censo de 2020, el 89,33% de los habitantes de Big Island son blancos; el 6,33% son afroamericanos; el 0,33% es amerindio, y el 4,00% son de una mezcla de razas. El 0,33% del total de la población es hispano o latino.